# Ortografia bahá'í
L'ortografia bahá'í è il risultato della traslitterazione utilizzata dai bahá'í per scrivere le parole arabe e persiane secondo l'alfabeto latino.
Ortografia bahá'í contiene alcune lettere che presentano dei punti, dei trattini o degli accenti per rappresentare più correttamente alcuni fonemi originari, costituendo così una sorta di "ortografia fonemica".

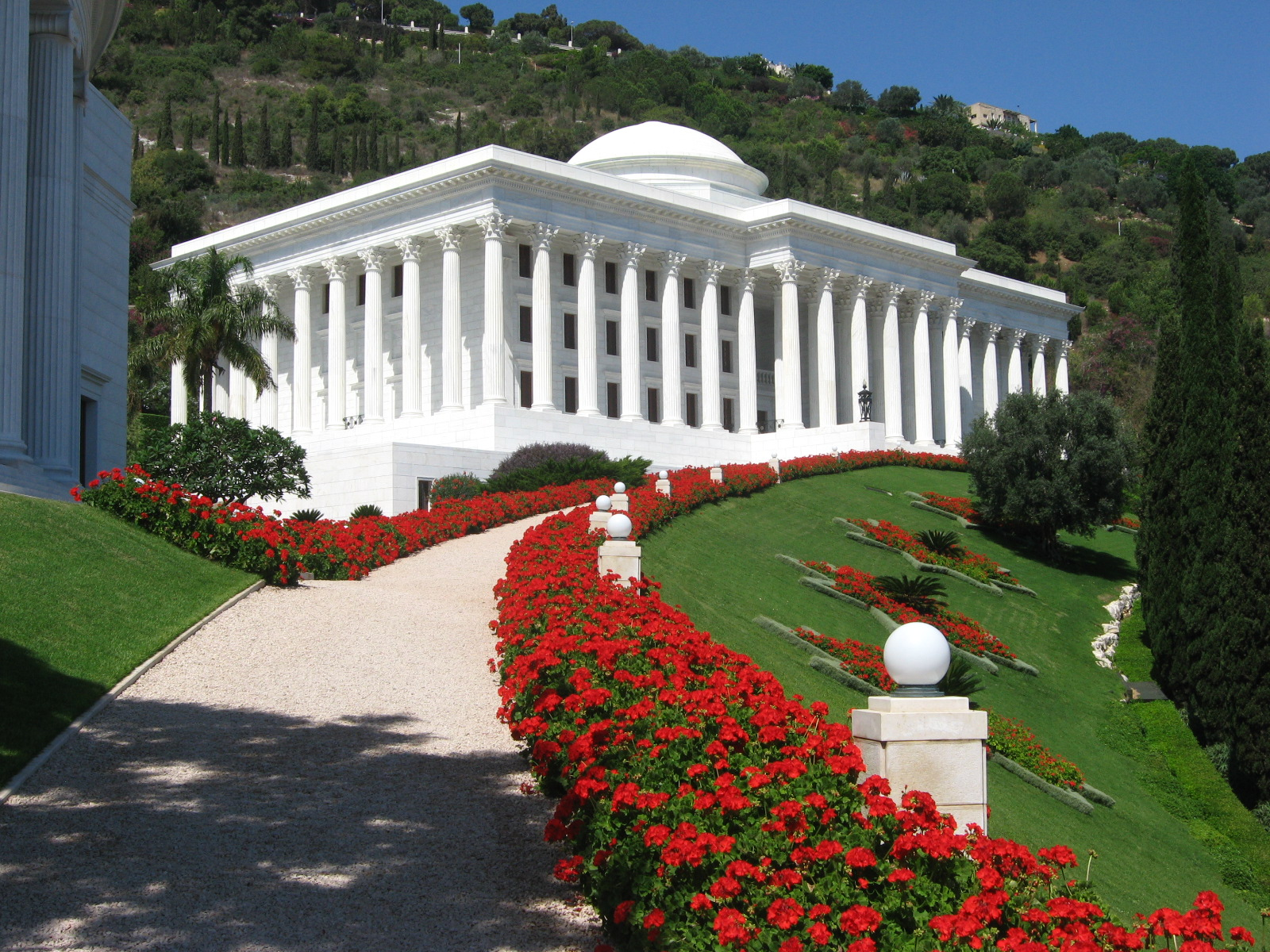
Casa Universale di Giustizia Bahai, Haifa

## Origine
Questo sistema fu creato da Shoghi Effendi che lo utilizzò in una lettera inviata ai bahá'í degli Stati Uniti il 12 marzo 1923.
Si basa sul sistema adottato dal Decimo congresso internazionale degli orientalisti svoltosi a Ginevra nel settembre del 1894.
Shoghi Effendi ne modificò qualche dettaglio come l'utilizzazione di digrammi al posto di consonanti accentate, per esempio "sh" al posto di "š", o come l'assimilazione delle consonanti solari in rapporto all'articolo determinativo "al-" (arabo: ال) e la sua pronuncia, per esempio: ar-Raḥím, as-Ṣádiq, al posto di al-Raḥím, al-Ṣádiq).

## Sistema
| Lettere arabe | Name  | Translitterazione | Valore fonetico (IPA)             |
| ------------- | ----- | ----------------- | --------------------------------- |
| ﺍ‎             | alif  | á, a              | diverse, comprese [aː] and [æː]   |
| ﺏ‎             | bá    | b                 | [b]                               |
| ﺕ‎             | tá    | t                 | [t]                               |
| ﺙ‎             | thá   | th                | [θ] (Arabic); [s] (Persian}       |
| ﺝ‎             | jím   | j                 | [ʤ]                               |
| ﺡ‎             | ḥá    | ḥ                 | [ħ] (Arabic); [h] (Persian)       |
| ﺥ‎             | khá   | kh                | [χ] (Arabic); [x] (Persian)       |
| ﺩ‎             | dál   | d                 | [d]                               |
| ﺫ‎             | dhál  | dh                | [ð] (Arabic); [z] (Persian)       |
| ﺭ‎             | rá    | r                 | [r]                               |
| ﺯ‎             | záy   | z                 | [z]                               |
| ﺱ‎             | sín   | s                 | [s]                               |
| ﺵ‎             | shín  | sh                | [ʃ]                               |
| ﺹ‎             | ṣád   | ṣ                 | [sˁ] (Arabic); [s] (Persian)      |
| ﺽ‎             | ḍád   | ḍ                 | [dˁ] (Arabic); [z] (Persian)      |
| ﻁ‎             | ṭá    | ṭ                 | [tˁ] (Arabic); [t] (Persian)      |
| ﻅ‎             | ẓá    | ẓ                 | [ðˁ] (Arabic); [z] (Persian)      |
| ﻉ‎             | `ayn  | `                 | [ʕ], [ʔˁ] (Arabic); [ʔ] (Persian) |
| ﻍ‎             | ghayn | gh                | [ʁ] (Arabic); [ɣ] (Persian)       |
| ﻑ‎             | fá    | f                 | [f]                               |
| ﻕ‎             | qáf   | q                 | [q] (Arabic); [ɢ], [ɣ] (Persian)  |
| ﻙ‎             | káf   | k                 | [k]                               |
| ﻝ‎             | lám   | l                 | [l]                               |
| ﻡ‎             | mím   | m                 | [m]                               |
| ﻥ‎             | nún   | n                 | [n]                               |
| ﻩ‎             | há    | h                 | [h]                               |
| ﻭ‎             | wáw   | ú, v, w           | [uː], [w] (Arabic); [v] (Persian) |
| ﻱ‎             | yá    | í, y              | [iː], [j]                         |

### Lettere modificate
Non sono delle vere lettere, ma dei fonemi diacritici o diverse forme ortografiche di una lettera.
| Lettere arabie | Name         | Translitterazione | Valore    |
| -------------- | ------------ | ----------------- | --------- |
| ء‎              | hamza        | '                 | [ʔ]       |
| ﺁ‎              | alif madda   | á                 | [ʔæː]     |
| ﺓ‎              | tá marbúṭa   | t or h            | [ɛ̈], [ɛ̈t] |
| ﻯ‎              | alif maqṣúra | á                 | [æː]      |

Le forme corrette dei nomi dei personaggi centrali della fede bahá'í sono Báb, Bahá'u'lláh, e 'Abdu'l-Bahá, mentre la denominazione corretta degli aderenti alla fede come della sua forma aggettivale, sia al singolare che al plurale è bahá'í. Tuttavia in caso di difficoltà tipografica e specialmente nella scrittura digitale sono utilizzate e accettate le corrispettive forme Bab, Bahaullah, Abdul-Baha e Bahai.